# محمد بن إبراهيم الجار الله
الدكتور محمد بن إبراهيم الجار الله وزير الشؤون البلدية والقروية السابق في المملكة العربية السعودية وسفير المملكة العربية السعودية في إيطاليا السابق

## مؤهلاته العلمية
- بكالوريس : هندسة مدنية من جامعة الملك سعود
- ماجستير : هندسة مدنية من جامعة ستانفورد بالولايات المتحدة الأمريكية
- دكتوراه : هندسة مدنية من جامعة ميتشجان بالولايات المتحدة الأمريكية

## مناصبه
- أستاذ مساعد بجامعة الملك سعود.
- أستاذ مشارك بجامعة الملك سعود.
- مدير عام المشاريع بجامعة الملك سعود.
- وكيل بجامعه الملك سعود.
- عضو بمجلس الشورى.
- وزيراً للشؤون البلدية والقروية.
- سفيراً للمملكة العربية السعودية لدى جمهورية إيطاليا ومالطا، 2006-2010.

| سبقه محمد بن عبد العزيز آل الشيخ | وزير الشؤون البلدية والقروية السعودي 1416هـ - 1424هـ | تبعه متعب بن عبد العزيز آل سعود |